# White Owl
White Owl (Белая сова) — российская музыкальная фолк-кор-группа.
Музыка группы — это смесь народных традиций и современных музыкальных направлений. «White Owl» предлагают свой взгляд на традиционную музыку. Помимо этнических кельтских мотивов, группа также использует в своем творчестве мелодику финской хумппы, альтернативного рока, прогрессива и европейской музыки доренессансных времён.

## Состав
- Хагнир — вокал
- Владимир Коржев — гитара, вокал
- Артём Рябов — бас-гитара
- Наталья Щербакова — барабаны
- Анатолий Величкин - скрипка

## Бывшие участники
- Александра Афанасьева — скрипка, вокал
- Петр Плюхин — ударные («Stone Shades»)
- Борис Долматов — гитара («Карл Хламкин»)
- Павел Косенко — гитара
- Вадим Бедов — гитара, мандолина («Mervent»)
- Людмила Павлова — скрипка
- Александр Вышинский — скрипка
- Дмитрий Рогатин — бас-гитара
- Василий Борисов — гитара

## Дискография
- 2000 — Away From The Shore
- 2006 — Pepper

### Сборники
- 2001 - «РокДержава - Собрание Второе»
- 2004 — «Проект Археология» диск 3
- 2005 - «Русская сборка 3» - журнал «Play»
- 2006 — «Новый фолк из России» - журнал «Салон Audio Video»